# 斯泰因貝格斯泰因山

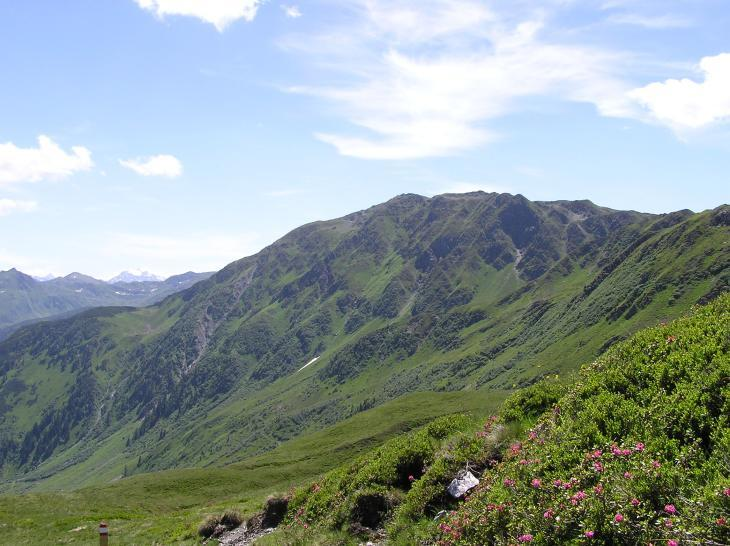

47°20′25″N 12°11′20″E / 47.3403361°N 12.1888167°E
斯泰因貝格斯泰因山（德語：Steinbergstein），是奧地利的山峰，位於該國西部，由蒂羅爾州負責管轄，屬於基茨比爾阿爾卑斯山脈的一部分，海拔高度2,215米，每年平均降雨量1,971毫米。